# Klelund Plantage
Klelund Plantage är en skog i Danmark.   Den ligger i Region Syddanmark, i den sydvästra delen av landet, 230 km väster om Köpenhamn.
Kustklimat råder i trakten. Årsmedeltemperaturen i trakten är 6 °C. Den varmaste månaden är juli, då medeltemperaturen är 16 °C, och den kallaste är januari, med −4 °C.